# Peter von Danczk
Peter von Danczk (flam. Peter van Rosseel) – XV-wieczny gdański statek – karaka, błędnie nazywana "wielką karawelą". W literaturze niemieckiej znany jako "Peter von Danzig", w polskiej – "Piotr z Gdańska".
Zbudowany w Bretanii pod nazwą "Pierre de La Rochelle", był jednym z pierwszych tak okazałych statków.  W 1462 przypłynął do Gdańska z dużym ładunkiem soli z La Rochelle. W Gdańsku uległ poważnemu uszkodzeniu na skutek uderzenia pioruna podczas burzy. Awaria okazała się kosztowna w naprawie i armator statku Peter de Nautis zaciągnął w tym celu pożyczkę w Gdańsku. W następstwie kilkuletniego remontu i śmierci armatora, który nie spłacił długu, statek został przejęty przez miasto Gdańsk i przemianowany na "Peter von Danczk" (Piotr z Gdańska). Był wówczas największym statkiem na Bałtyku, większym od najczęściej eksploatowanych kog, a nawet od holków. Jako nowość miał gładkie karawelowe poszycie kadłuba zamiast stosowanego powszechnie na północy Europy poszycia zakładkowego.
W 1470 statek uzbrojono i wyposażono jako okręt kaperski gdańskiej floty hanzeatyckiej. Hanza prowadziła wówczas wojnę z królem Anglii Edwardem IV na tle przywilejów handlowych. W 1471 "Peter von Danczk", dowodzony przez gdańszczanina Berndta Pawesta, pożeglował do Brugii, skąd prowadził działania przeciw żegludze angielskiej i francuskiej. W 1472 statek zakupili od miasta gdańszczanie Johann Sidinghusen, Tideman Valandt i Reinhold Niederhoff. Od 1473, pod dowództwem Pawła Beneke okręt prowadził z powodzeniem działania przeciw Anglii. Największy rozgłos przyniosło mu zdobycie u angielskich wybrzeży płynącej z Brugii do Southampton florencko-burgundzkiej galery "San Matteo" 27 kwietnia 1473, na której zdobyto wielki łup wyceniony na około 48 tys. guldenów, w tym obraz Hansa Memlinga "Sąd Ostateczny", przekazany następnie przez Reinholda Niederhoffa Kościołowi Mariackiemu w Gdańsku. Kiedy działania wojenne zakończono w 1474 pokojem w Utrechcie, okręt rozbrojono, lecz nadal wykorzystywano w żegludze handlowej. Prawdopodobnie w 1478 roku w drodze z La Rochelle uległ uszkodzeniu tak znacznemu, że zdecydowano o zaniechaniu jego remontu i o rozebraniu wraka.

## Dane techniczne
- typ: trójmasztowa karaka
- długość całkowita: ok. 52 m
- długość pokładu: ok. 43 m
- szerokość: ok. 12 m
- zanurzenie: ok. 5 m
- nośność: ok. 400 łasztów = ok. 800 ton (inne dane: 500 łasztów /1000 ton)
- powierzchnia żagli: ok. 760 m²
- załoga: ok. 350 (jako okręt wojenny)

Sąd Ostateczny Memlinga zdobyty przez załogę "Peter von Danczk"